# Saúde indígena no Brasil

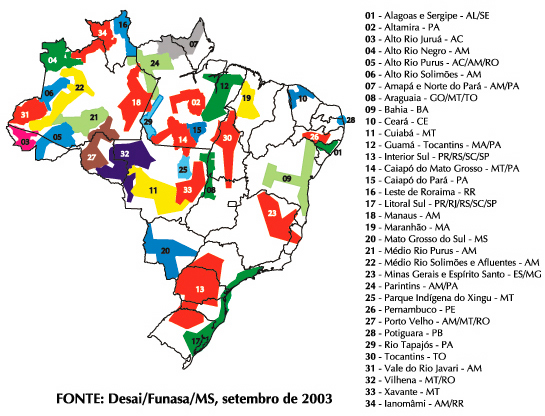
Mapa dos "Distritos Sanitários Especiais Indígenas" do Brasil

A saúde indígena  é um tema central na luta dos povos indígenas pela conquista de seus direitos, dada a precária situação em termos de acesso aos serviços, a que eles estão submetidos no Brasil. Para melhor compreensão acerca da realidade brasileira, é necessário resgatar alguns princípios sobre saúde e o entendimento do processo saúde e doença, levando-se em conta as especificidades culturais de cada uma das etnias presentes no país.
Segundo os princípios que constam no relatório da III Conferência Nacional de Saúde Indígena, realizada em 2001,
“… cada povo indígena tem suas próprias concepções, valores e formas próprias de vivenciar a saúde e a doença. As ações de prevenções, promoções, proteção e recuperação da saúde devem considerar esses aspectos, ressaltando os contextos e o impacto da relação de contato interétnico vivida por cada povo…”.
Foi dessa compreensão que emergiu a necessidade de entender que o processo saúde-doença é parte integrante de contextos socioculturais e, portanto, deve ser abordado, no âmbito das políticas de saúde, de forma a contemplar a participação social, a intersetorialidade, a integralidade das ações e, sobretudo, a diversidade cultural, em se tratando das populações indígenas.
A antropóloga Luciane Ouriques Ferreira analisando acordos e posições  dos  representantes do Estado e de comunidades indígenas nos encontros realizados no Acre, em 2006, reunindo médicos, parteiras, pajés e agentes indígenas de saúde de diferentes etnias considera que as medicinas tradicionais indígenas podem ajudar a ampliar a cobertura dos serviços de atenção à saúde dos povos indígenas em regiões de difícil acesso, bem como contribuir para a atenção diferenciada e integral, mas, para isso, os profissionais de saúde precisam comunicar-se de forma intercultural e construir, junto com as comunidades, rotinas de cuidados que articulem saberes e práticas de  horizontes epistemológicos distintos.

## Demandas e necessidades
Na III Conferência Nacional de Saúde Indígena constatou-se precariedade das condições de saúde, com taxas de morbimortalidade muito superiores às da população brasileira em geral. Destacam-se nesse quadro que o perfil epidemiológico dos povos indígenas é marcado por altas taxas de incidência e letalidade por doenças respiratórias, diarréicas, doenças imunopreveníveis, malária e tuberculose, cardiopatia, doenças hemofílicas, doenças renais, câncer e outros.
Conforme os dados estatísticos [carece de fontes?] quanto à saúde indígena, é possível compreender e analisar melhor a situação da saúde dessas populações. Toda a precariedade da saúde indígena se revela nas estatísticas. A FUNAI reconhece que a mortalidade infantil entre os povos indígenas é superior à média nacional. Segundo levantamento do Instituto Brasileiro de Geografia e Estatística (IBGE), o coeficiente de mortalidade infantil no Brasil em 2004 alcançou 25,1 para cada mil, e no caso dos indígenas ele alcançou, no mesmo ano, 47,48 para cada mil.
No Acre, o IBGE [carece de fontes?] divulgou um estudo que mostra que o nível de mortalidade de crianças indígenas é vinte vezes maior que o indicado pela Organização Mundial de Saúde (OMS), que é de três mortes para cada mil nascidos vivos.
Considerando a distribuição por faixas etárias, vemos que, entre os menores de um ano, a causa mais frequente de morte, no período de 2001 a 2003, está relacionada às afecções pré-natais, as quais estão intimamente ligadas às condições de saúde e nutrição, ao nível de escolaridade e de vida das mulheres, como também à qualidade da atenção no pré-natal e no parto. Os dados mostram que, para cada mil nascidos vivos, 60 acabaram morrendo devido à falta do exame pré-natal, à falta de higiene e a questões culturais.
Quase 50% das mortes são registradas entre menores de cinco anos de idade. As causas mais freqüentes são doenças transmissíveis, principalmente infecção respiratória, parasitose intestinal, malária e desnutrição.
As principais causas dos óbitos na população indígena adulta, em 2003, foram externas, seguidas das doenças do aparelho circulatório, respiratório e as doenças infecciosas e parasitarias.
Estes e outros se apresentam como grandes desafios que vivem as comunidades indígenas neste momento histórico no Amazonas, na caminhada já iniciada há tempo pela garantia dos direitos e pela melhoria da vida das famílias.
O Instituto e Centro de Referência e Apoio à Saúde Indígena, através de vários atendimentos médicos realizados nas comunidades indígenas e na Casa de Saúde Indígena, têm contribuindo a este processo. A partir das necessidades que foram surgindo nas comunidades e no contexto da caminhada da organização indígena.
A necessidade da oferta deste projeto é fruto dos debates e discussões desenvolvidos no seio das organizações indígenas junto a outras entidades que apoiam a caminhada destes povos, entre as quais destaca o Movimento Nacional de Direitos Humanos da Arquidiocese de Manaus, parceira direta na elaboração e execução desta proposta, e Casa de Saúde Indígena, onde o Instituto vem prestando atendimento médico e realizando articulações na rede de atendimento do SUS.[carece de fontes?]
Tendo em vista um recorte mais específico da saúde indígena brasileira, a carência de políticas contra a biopirataria, por exemplo, também se configura como uma demanda significativa a ser tratada. A escassez de medidas protetivas contra esse fenômeno deixa populações nativas mais vulneráveis a explorações ilegais, violências e ainda afeta as relações interpessoais, a conexão da comunidade com o ambiente e até mesmo com a própria cultura.
A preservação das florestas desempenha um papel crucial na forma de organização da saúde em comunidades indígenas, pois os conhecimentos tradicionais consideram o homem uma parte integrante do meio, estando intrinsecamente ligado a ele através de diversas relações de interdependência. Desse modo, a biopirataria enquanto apropriação ilegal de saberes cria necessidades de se pensarem políticas públicas que protejam as comunidades tradicionais não somente enquanto corpo, mas também enquanto fontes produtoras de conhecimento.

## Principais proposições da III Conferência
- Garantir a assistência integral em todos os níveis da atenção primária e promoção da saúde à hospitalar
- Implantar e implementar ações de Vigilância em Saúde destacando a Vigilância Epidemiológica com atenção especial às DST Doenças Sexualmente Transmissíveis e Ambiental
- Fortalecimento do controle social;
- Formação dos agentes de saúde indígena promovendo seu reconhecimento e inserção social
- Desenvolvimento e/ou contratação de recursos humanos para os distritos sanitários indígenas com formação adequada para trabalharem com culturas diferenciadas.
- Implantar e implementar os diversos programas de saúde definidos pelo Ministério da Saúde nas áreas indígenas (Sendo os programas Saúde da Criança; Saúde do Adolescente; Vacinação; Saúde da Mulher c/ Assistência pré natal e obstétrica e  Controle de Zoonoses considerados prioridade)
- Promover a articulação com os Núcleos e Centros de Atenção Psicossocial (NAPS e CAPS) para constituírem referência nos casos de maior gravidade em relação ao alcoolismo /saúde mental.
- Promover articulações para aperfeiçoamento de medidas que proíbem a venda de bebida alcoólica aos índios com envolvimento do Ministério Público, estabelecendo medidas punitivas para coibir funcionários públicos civis e militares e trabalhadores de saúde que comercializam e/ou promovem a circulação de bebidas alcoólicas em terras indígenas.